# 毛唐
毛唐（日语：けとう）是日本人對外國人（尤其是中國人、美國人、英國人）的差別用語。

## 歷史
源自於日語，本來是指毛唐人，用來稱呼毛髮不同的人，即是外國人。
《漢和詞名》說：「毛，謂其髮色不同；唐，謂其唐土所產。另說毛，謂其多毛也。」在日語中，「唐」視乎音訓既可用來指唐人，亦可泛指外國人。
在江戶時代時期，毛唐主要是指滿清統治下的中國人。幕末時代，在日本的歐美人士逐漸增加，因此毛唐後來是指西方人（尤其是白人）。
明治時代至二次大戰之間的文學作品常出現「毛唐」一詞，但非特意輕蔑。然而，在卢沟桥事变、中國抗日戰爭、第二次世界大战之後，毛唐轉變為歧視性用語，將中國、英國、美國等敵對的同盟國稱呼為毛唐。

## 關連項目
- 支那人
- 不夠本
- 清國奴
- Chink
- 小日本
- 倭人
- 倭寇
- Jap